# نقب زدن به آمریکا
نقب زدن به آمریکا (انگلیسی: Digging to America) هفدهمین رمان آن تایلر است که در مه ۲۰۰۶ توسط نشر کناف به چاپ رسید.